# Шомеј
Шомеј (фр. Chaumeil) је насељено место у Француској у региону Лимузен, у департману Корез.
По подацима из 2011. године у општини је живело 161 становника, а густина насељености је износила 5,08 становника/km².

## Демографија
| 1962. | 1968. | 1975. | 1982. | 1990. | 2011. |
| ----- | ----- | ----- | ----- | ----- | ----- |
| 236   | 325   | 270   | 218   | 188   | 161   |